# Petite Hermine
La Petite Hermine est l'un des trois navires (avec La Grande Hermine et L'Émérillon) qui participa au deuxième voyage de Jacques Cartier au Canada (1535-1536). Ce navire jaugeant 60 tonneaux, partit de Saint-Malo le 16 mai 1535, et arriva dans ce qui deviendra la Nouvelle-France le 7 septembre 1535. 
Quelque temps avant le voyage de retour à Saint-Malo, La Petite Hermine doit être abandonnée « faute d’un équipage assez nombreux », à la suite de l'épidémie de scorbut qui frappa les membres de l'expédition (25 équipiers sur 110 en moururent).
Les débris d’une épave associée à la Petite Hermine ont été retrouvés en 1843, à l’embouchure du ruisseau Saint-Michel, à 500 mètres en amont de la rivière Lairet, mais il n'est pas prouvé que ce soit effectivement le cas.